# Luchtlandingstroepen

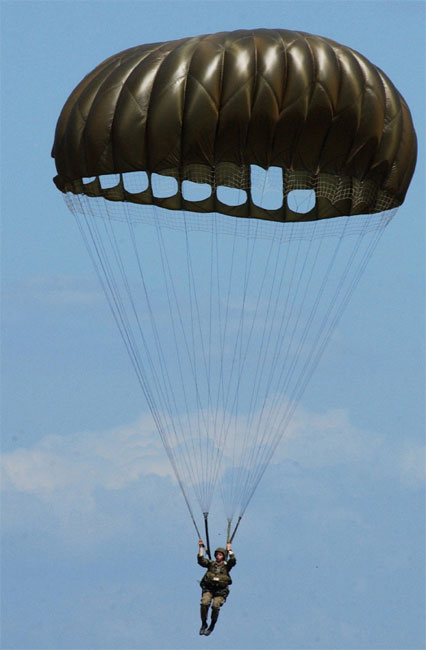
Parachutist van het Amerikaanse USMC.

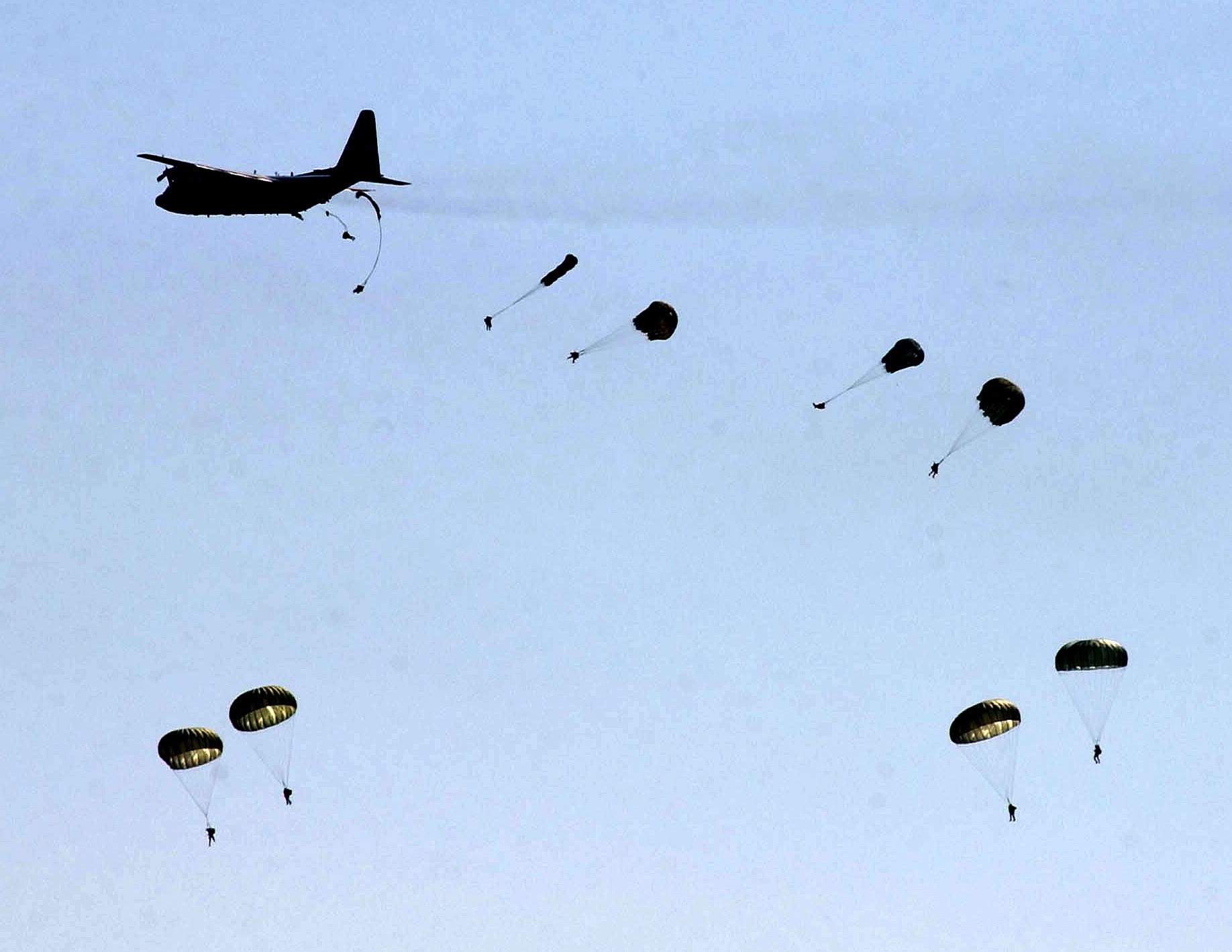
Soldaten van de VS springen bij een oefening uit een Lockheed C-130.

Luchtlandingstroepen, doorgaans bestaande uit lichtbewapende infanterie, worden in hun operatiegebied door de lucht aangevoerd met transportvliegtuigen of zweefvliegtuigen, dan wel per parachute ('paratroepen'). Ze behoren tot de meest spectaculaire militaire innovaties van de Tweede Wereldoorlog.
In de literatuur wordt het begrip 'luchtlandingstroepen' soms gebruikt in enge zin, dat wil zeggen: alleen troepen die in (zweef)vliegtuigen aan de grond worden gezet, dus exclusief parachutisten. (In het Engels wordt dan gesproken van 'airlanding troops'.) In dit artikel wordt het begrip in ruime zin gehanteerd, dat wil zeggen: inclusief parachutisten. (In het Engels wordt dan gesproken van 'airborne forces'.)

## Tactiek
Luchtlandingstroepen dienen een offensief doel en worden meestal ingezet tegen een vijand die verdedigend sterk in het voordeel is. Het element van verrassing speelt een belangrijke rol bij luchtlandingsoperaties. Begonnen wordt doorgaans met het afwerpen, achter de vijandelijke linies, van parachutisten bij één of meer strategische punten als vliegvelden en bruggen, eventueel voorafgegaan door een luchtaanval om de verdediging te verzwakken. De parachutisten vormen een bruggenhoofd en maken zo de verdere aanvoer van troepen door de lucht (luchtlandingstroepen) of over land (reguliere grondtroepen) mogelijk.
Luchtlandingstroepen moeten het stellen zonder zware wapens als artillerie en tanks. Dit nadeel wordt gecompenseerd door het element van verrassing. Om dit uit te buiten is het zaak toe te slaan voordat de vijand zijn verdediging kan organiseren, en dan zo snel mogelijk versterkingen aan te voeren die wel over zware wapens beschikken.

## Voorgeschiedenis
Aan het eind van de Eerste Wereldoorlog maakten de geallieerden voor het eerst in de geschiedenis concrete plannen voor luchtlandingsoperaties die echter niet meer tot uitvoering kwamen. Het concept 'luchtlandingstroepen', en meer in het bijzonder de militaire toepassing van parachutisten, kwam verder tot ontwikkeling tussen de beide Wereldoorlogen. De eerste inzet van parachutisten op het slagveld, zij het op kleine schaal, komt voor rekening van het Rode leger tijdens de Russisch-Finse Oorlog van 1939-'40.

## WOII: Duitsland
In de Tweede Wereldoorlog hadden de Duitsers de primeur. Tijdens de inval in Denemarken en Noorwegen in april 1940 werden op kleine schaal luchtlandingstroepen, waaronder parachutisten, ingezet. De eerste grootschalige luchtlandingsoperaties vonden plaats tijdens de Duitse aanval op Nederland in 1940. Hierbij werd een heel legerkorps, het Luftlandekorps onder luitenant-generaal Kurt Student, ingezet. Deze eenheid was samengesteld uit de 7. Fliegerdivision (parachutisten, te beschouwen als elite-troepen) en de 22. Luftlandedivision (gewone infanterie landend in vliegtuigen, maar wel met oorlogservaring in Polen), een en ander aangevuld met de nodige transportcapaciteit. Het bestaan van het Luftlandekorps was door de Duitsers zorgvuldig geheimgehouden, zodat de verrassing des te groter zou zijn.
Het Luftlandekorps voerde in Nederland een tweetal operaties uit. De eerste operatie had tot doel het bezetten van de bruggen over de grote rivieren bij Moerdijk, in Dordrecht en in Rotterdam, alsmede het vliegveld Waalhaven. Zo werd een corridor gevormd voor het 26e Legerkorps met de 9. Panzerdivision dat via Noord-Brabant zou oprukken naar Rotterdam. Bovendien moest door het bezit van die bruggen worden verijdeld dat de Fransen of hun bondgenoten versterkingen konden sturen naar de Vesting Holland. Deze operatie slaagde volkomen. De tweede operatie was een overval op het regeringscentrum Den Haag. Door koningin, regering en legerleiding gevangen te nemen zou, zo was de gedachte, de capitulatie van Nederland kunnen worden afgedwongen nog voordat de strijd goed en wel was losgebarsten. Om te beginnen moesten eerst de drie vliegvelden in de omgeving van Den Haag door parachutisten worden veroverd, waarna de weg vrij zou zijn voor de landing van transportvliegtuigen volgepakt met luchtlandingstroepen. Deze troepen zouden vervolgens het regeringscentrum overmeesteren. Wat volgde wordt wel aangeduid als de Slag om de Residentie. De Nederlandse verdediging bleek sterker dan verwacht en daar was de Duitse planning niet op berekend. Deze tweede operatie draaide daardoor uit op een fiasco.
Ongeveer gelijktijdig met de operaties van het Luftlandekorps in Nederland, voerden Duitse luchtlandingstroepen in België met zweefvliegtuigen een geslaagde precisieaanval uit op het strategisch gelegen fort Eben-Emael bij Luik. De inname van dit fort maakte voor de Duitse troepen de weg vrij om over een breed front België binnen te trekken.
Een andere Duitse luchtlandingsoperatie was de Landing op Kreta in 1941. Het gestelde doel - de verovering van het eiland op de Britten - werd weliswaar bereikt, maar de verliezen waren dermate hoog dat de Duitsers besloten van verdere grootschalige luchtlandingsoperaties af te zien.

## WOII: Geallieerden

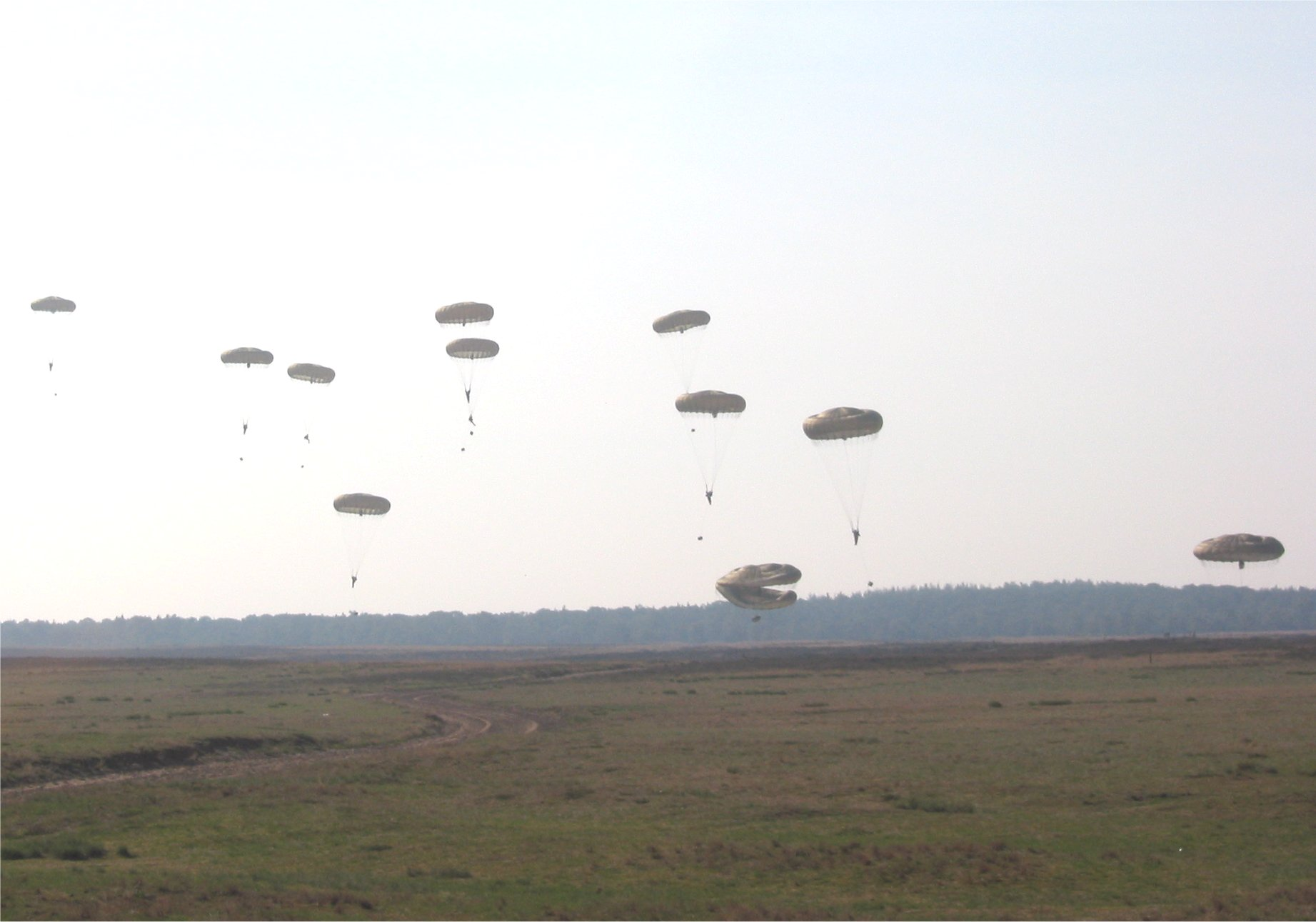
luchtlanding tijdens de jaarlijkse herdenking van Operatie Market Garden op de Ginkelse Heide bij Ede

Hoewel de Duitse ervaringen met luchtlandingstroepen niet onverdeeld gunstig waren, gingen ook de geallieerden over tot de vorming van luchtlandingseenheden: een vijftal Amerikaanse luchtlandingsdivisies, waarvan 82e en 101e Luchtlandingsdivisie de bekendste zijn, de Britse 1e en 6e Luchtlandingsdivisie, de Poolse 1e Onafhankelijke Parachutistenbrigade en het Canadese 1e Parachutistenbataljon. Geallieerde luchtlandingstroepen werden onder meer ingezet bij de invasie in Normandië (Operatie Overlord) en Operatie Market Garden, beide in 1944, en op kleinere schaal ook in het gebied van de Stille Oceaan. Overigens zette ook de Japanse tegenstander op dat strijdtoneel zo nu en dan kleine aantallen parachutisten in.
In Normandië wisten de Britse luchtlandingstroepen hun doelen te bereiken, maar hun Amerikaanse collega's waren minder fortuinlijk. Door de onervarenheid van de piloten kwamen de parachutisten en zweefvliegtuigen ver van hun doelen en verspreid neer. De lastige terreingesteldheid bemoeilijkte vervolgens de hergroepering. Het effect van de inzet was daardoor minder groot dan beoogd.
Operatie Market Garden werd een mislukking. Op de eerste dag verliepen de luchtlandingen volgens plan, maar daarna ging het mis. De Duitsers hadden het geallieerde operatieplan in handen gekregen en konden hun verdediging hierop afstemmen. Bovendien konden door verslechtering van het weer niet alle voorgenomen landingen worden uitgevoerd. Voorts liep de aanvoer van versterkingen over land vertraging op. Of deze tegenslagen doorslaggevend waren voor het mislukken van Operatie Market Garden is moeilijk te zeggen. Tactische fouten bij de planning van de luchtlandingen speelden ook een rol. In strategisch opzicht was Market Garden te ambitieus. De krachtsverhoudingen waren te optimistisch getaxeerd. Het plan was hierdoor niet bestand tegen al te veel tegenslag.
De Sovjet-Unie zette meer dan eens parachutisten in tegen de Duitse troepen, maar zonder succes. Zwakke punten - die hiervoor ook bij andere luchtlandingsoperaties zijn gesignaleerd - waren het verspreid neerkomen buiten het doelgebied en het niet tijdig aanvoeren van versterkingen.

## Na WOII: Internationaal
Na de Tweede Wereldoorlog vonden kleinere luchtlandingsoperaties plaats tijdens onder andere de Koreaanse Oorlog (1950-1953), de Eerste Indochinese Oorlog (1946-1954), de Suezcrisis in 1956 en in de oorlogen tussen India en Pakistan van 1965 en 1971. Tijdens de Vietnamoorlog kwam de luchtmobiele oorlogvoering tot ontwikkeling, waarbij infanterie door de lucht werd aangevoerd met helikopters voor 'hit-and-run-acties' tegen Vietcongstrijders en Noord-Vietnamese troepen. Een beperking van deze strijdwijze is gelegen in de relatief geringe transportcapaciteit en actieradius van helikopters. Daarom houden de meeste grotere krijgsmachten om strategische redenen nog eenheden parachutisten achter de hand. Ook het Belgische leger beschikt over parachutisten, die met een zekere regelmaat worden ingezet voor de evacuatie van eigen onderdanen uit Afrikaanse crisisgebieden.

## Na WOII: Nederland
Parachutisten maakten deel uit van de Nederlandse strijdkrachten tijdens het conflict met de Republiek Indonesië eind jaren veertig van de twintigste eeuw. Zij waren onderdeel van het Korps Speciale Troepen en kwamen onder meer in actie bij de inname van het republikeinse regeringscentrum Jogjakarta tijdens de tweede politionele actie in 1948. Na de opheffing van het KNIL, in 1950, maakten parachutisten gedurende enige tijd geen deel meer uit van de Nederlandse strijdkrachten. Echter sinds halverwege de jaren 60 werd het Korps Commandotroepen (KCT) weer uitgerust met parachutes en werd elke commando opgeleid tot parachutist. Tegenwoordig krijgen, behalve de militairen van het KCT, ook sommige militairen van het Korps Mariniers en van de Luchtmobiele Brigade een opleiding tot parachutist. In 2009 kwamen voor het eerst in zestig jaar weer Nederlandse parachutisten onder oorlogsomstandigheden in actie. Dit was tijdens een geheime operatie van het KCT in Afghanistan.
Bij het Korps Mariniers beschikt elk Infanteriebataljon over een paracompagnie en zijn de Verkenningspelotons ook para getraind. De Special Forces van het Korps Mariniers (MARSOF) zijn grotendeels para getraind.
Bij de Luchtmobiele Brigade beschikt elk Infanteriebataljon over een paracompagnie en wordt elke verkenningseenheid van de Luchtmobiele Brigade para opgeleid en getraind. Totaal beschikt de luchtmobielebrigade over drie Infanteriecompagnieën parachutisten, drie verkenners-pelotons parachutisten en een Pathfinders-peloton parachutisten.